# Marc Levy
Marc Levy (sinh ngày 16 tháng 10 năm 1961) là một tiểu thuyết gia người Pháp.

## Tiểu sử
Levy sinh ở Boulogne-Billancourt, Hauts-de-Seine,và học quản lý và máy tính tại Đại học Paris Dauphine.
Vào cuối những năm 1990, Levy đã viết một câu chuyện mà chị gái của anh, khi đó là một nhà biên kịch, đã khuyến khích ông gửi cho Editions Robert Laffont, người ngay lập tức quyết định xuất bản Nếu em không phải một giấc mơ. Trước khi tác phẩm được xuất bản, Steven Spielberg (DreamWorks) đã mua bản quyền phim cho cuốn tiểu thuyết. Bộ phim, Hồn yêu, do Steven Spielberg sản xuất, với sự tham gia diễn xuất của Reese Witherspoon và Mark Ruffalo, đã xếp hạng #1 box office hit ở Mỹ năm 2005.
Sau  If Only It Were True , Marc Levy bắt đầu viết toàn thời gian.
Levy kết hôn lần đầu ở tuổi 26; ông có một cậu con trai, nguồn cảm hứng cho If Only It Were True. Ông sống ở thành phố New York.

## Tác phẩm
| Tựa gốc (Năm xuất bản)                            | Nhà xuất bản              | Tựa tiếng Việt                         | Ghi chú |
| ------------------------------------------------- | ------------------------- | -------------------------------------- | --- |
| Et si c'était vrai... (2000)                      | Robert Laffont            | Nếu em không phải một giấc mơ          | Chuyển thể phim năm 2005, Just like Heaven, do Dreamworks sản xuất, Mark Waters đạo diễn, diễn viên Reese Witherspoon và Mark Ruffalo                                                                        |
| Où es-tu ? (2001)                                 | Robert Laffont            | Em ở đâu?                              | Chuyển thể phim truyền hình năm 2008, Où es-tu ? do Miguel Courtois đạo diễn, diễn viên Cristiana Reali, Elsa Lunghini, Philippe Bas                                                                         |
| Sept jours pour une éternité... (2003)            | Robert Laffont            | Bảy ngày cho mãi mãi                   | |
| La Prochaine Fois (2004)                          | Robert Laffont            | Kiếp sau                               | |
| Vous revoir (2005)                                | Robert Laffont            | Gặp lại                                | |
| Mes amis mes amours (2006)                        | Robert Laffont            | Bạn tôi, tình tôi                      | Chuyển thể phim năm 2008, Mes amis, Mes amours, do Lorraine Lévy (chị gái của Marc) đạo diễn, diễn viên Vincent Lindon, Pascal Elbé, Virginie Ledoyen, Mathias Mlekuz, Florence Foresti và Bernadette Lafont |
| Les Enfants de la liberté (2007)                  | Robert Laffont            | Những đứa con của tự do                | |
| Toutes ces choses qu'on ne s'est pas dites (2008) | Robert Laffont            | Mọi điều ta chưa nói                   | |
| Le Premier Jour (2009)                            | Robert Laffont            | Ngày đầu tiên                          | |
| La Première Nuit (2009)                           | Robert Laffont            | Đêm đầu tiên                           | |
| Le Voleur d'ombres (2010)                         | Robert Laffont            | Kẻ trộm bóng                           | |
| L'Étrange Voyage de monsieur Daldry (2011)        | Robert Laffont - Versilio | Cuộc hành trình kỳ lạ của Ngài Daldry  | |
| Si c'était à refaire (2012)                       | Robert Laffont - Versilio | Nếu như được làm lại                   | |
| Un sentiment plus fort que la peur (2013)         | Robert Laffont - Versilio | Mạnh hơn sợ hãi                        | |
| Une autre idée du bonheur (2014)                  | Robert Laffont - Versilio | Một ý niệm khác về hạnh phúc           | |
| Elle et Lui (2015)                                | Robert Laffont - Versilio | Chuyện chàng nàng                      | |
| L'Horizon à l'envers (2016)                       | Robert Laffont - Versilio | Chân trời đảo ngược                    | |
| La Dernière des Stanfield (2017)                  | Robert Laffont - Versilio | Cô gái cuối cùng của dòng họ Stanfield | |
| Une fille comme elle (2018)                       | Robert Laffont - Versilio | Cô gái như em                          | |
| Ghost in love... un roman (2019)                  | Robert Laffont - Versilio | Ghost in love...                       | |
| C'est arrivé la nuit (2020)                       | Robert Laffont            | Chuyện xảy đến trong đêm               | |
| Le Crépuscule des fauves (2021)                   | Robert Laffont            | Hoàng hôn của bầy mãnh thú             | |
| Noa (2022)                                        | Robert Laffont            | Noa - Mùa xuân thức giấc               | |
| Éteignez tout et la vie s'allume (2022)           | Robert Laffont - Versilio | Đời bừng sáng khi ta biết lãng quên    | Dịch giả: Linh Quang. Phát hành: Nhã Nam. Nhà xuất bản: Hội Nhà Văn. Ngày phát hành: 2025 |
| La Symphonie des monstres (2023)                  | Robert Laffont - Versilio |                                        | Minh họa: Pauline Lévêque |

## Phim
- La tortue sur le dos (1978) - Gus, le voyageur
- L'amour dure trois ans (2011) - chính bản thân ông

## Phim ngắn
- La Lettre de Nabila đạo diễn cho Tổ chức Ân xá Quốc tế, được chuyển thể từ một truyện ngắn mà ông đồng sáng tác Sophie Fontanel.[3]